# Джовани Ферари
Вижте пояснителната страница за други личности с името Джовани.
Джовани Ферари (на италиански: Giovanni Ferrari) е италиански футболист-национал, полузащитник и треньор.

## Кариера
Започва професионалната си кариера през 1923 г. в УС Алесандрия 1912 (17 мача 2 гола). През 1925 г. преминава в Интернаполи (15 мача 16 гола). От 1926 г. е играч на отново УС Алесандрия 1912. Тук до 1930 г. изиграва 105 мача с 60 гола. През 1930 г. преминава във ФК Ювентус, където играе до 1935 г. (160 мача, 66 гола). През 1935 г. преминава в миланския АС Амброзиана. До 1940 г. изиграва 108 мача с 24 гола. През сезон 1940-1941 като играч на ФК Болоня изиграва 16 мача с 2 гола. Завършва кариерата си отново във ФК Ювентус през сезон 1941 - 1942 (6 мача, 1 гол). В националния отбор на своята страна дебютира през 1930 г. До 1938 г. изиграва 44 мача с отбелязани 14 гола.
От 1941 г. до 1962 г. е треньор на ФК „Ювентус“, „АС Амброзиана“, Бреша Калчо, АК Прато, Калчо Падуа и на националния отбор на Италия. Носител на златни медали от Световното първенство през 1934 г. и 1938 г.

## Отличия

### Отборни
Ювентус
- Серия А: 1930/31, 1931/32, 1932/33, 1933/34, 1934/35

Интер
- Серия А: 1937/38, 1939/40
- Копа Италия: 1939

Болоня
- Серия А: 1940/41

### Международни
Италия
- Световно първенство по футбол: 1934, 1938
- Купа на Централна Европа по футбол: 1933/35

### Индивидуални
- Зала на славата на Италия по футбол: 2011 (посмъртно)